# Équipe d'Arabie saoudite de curling
L'équipe d'Arabie saoudite de curling est la sélection qui représente l'Arabie saoudite dans les compétitions internationales de curling. En 2017, les équipes ne sont pas classées.

## Historique
Comme tout pays de Moyen-Orient, le curling est un sport méconnu en Arabie saoudite et la première tentative de créer une équipe de curling revient au équipe du Qatar qui a été affilié en 2014 et participe au championnat Pacifique/Asie. Il n'existe pas de piste de glace à proximité puisque l'équipement le plus proche se situe à Erzurum en Turquie. Les patinoire existantes en Arabie sont situées à Al Khobar près de Dammam, dans un mall à Taëf ou à Jeddah mais rien à Riyad.
L'initiative revient à Alastair Fyfe, un consultant dans le domaine du ferroviaire et membre du Caledonian Society qui voit une occasion de développement. Il crée une association basée sur le modèle de l'Irlande en janvier 2017. Un match amical est organisé contre les qataris opposant douze curlers novices d'Arabie saoudite avec seulement deux joueurs expérimentés. Le Qatar a gagné 19-9 aux points.
Toujours en 2017, l'association a été auditionné par le comité olympique national sachant que le pays n'a jamais participé aux olympiades d'hiver et que les financements ne permettaient pas de subventionner ce sport nouveau. Lors du congrès annuel de la Fédération mondiale de curling à la mi-septembre, l'Arabie Saoudite devient à titre provisoire le 60e membre permettant de débloquer des fonds de développement.